# Youssouf M’Changama
Youssouf M’Changama (ur. 29 sierpnia 1990 w Marsylii) – komoryjski piłkarz występujący na pozycji pomocnika. Zawodnik klubu Troyes AC. Brat Mohameda M’Changamy, także piłkarza.

## Kariera klubowa
M’Changama urodził się we Francji w rodzinie pochodzenia komoryjskiego. Seniorską karierę rozpoczynał w 2009 roku w rezerwach zespołu CS Sedan. Spędził w nich rok, a potem odszedł do rezerw drużyny Troyes AC. Tam z kolei występował przez 1,5 roku. Na początku 2012 roku podpisał kontrakt z angielskim klubem Oldham Athletic. W League One zadebiutował 10 marca 2012 roku w przegranym 1:2 pojedynku z Yeovil Town.

## Kariera reprezentacyjna
W reprezentacji Komorów M’Changama zadebiutował 9 października 2010 roku w przegranym 0:1 meczu eliminacji Pucharu Narodów Afryki 2012 z Mozambikiem.